# (5523) Luminet
(5523) Luminet es un asteroide perteneciente al cinturón de asteroides descubierto el 5 de agosto de 1991 por Henry E. Holt desde el Observatorio del Monte Palomar, Estados Unidos.

## Designación y nombre
Designado provisionalmente como 1991 PH8. Fue nombrado Luminet en honor a Jean-Pierre Luminet, investigador francés en el Observatorio de París. Luminet se especializa en la relatividad general y sus aplicaciones a la cosmología y la astrofísica. Fue el primero en "visualizar" numéricamente los discos de acreción alrededor de los agujeros negros, y descubrió el fenómeno de "crèpe stellaire", que provoca el aplastamiento de las estrellas por las fuerzas de las mareas de los agujeros negros gigantes. En cosmología, Luminet propuso una serie de modelos de "chiffonnés universales", en los cuales topologías complejas crean imágenes de fantasmas. Está profundamente involucrado en la divulgación de la ciencia, tanto mediante la publicación de libros populares como de una emisora de televisión.

## Características orbitales
Luminet está situado a una distancia media del Sol de 2,835 ua, pudiendo alejarse hasta 2,874 ua y acercarse hasta 2,797 ua. Su excentricidad es 0,013 y la inclinación orbital 3,359 grados. Emplea 1744,40 días en completar una órbita alrededor del Sol.

## Características físicas
La magnitud absoluta de Luminet es 12,9. Tiene 8,093 km de diámetro y su albedo se estima en 0,224. 